# Celeste Negarville
Celeste Negarville (Avigliana, 17 giugno 1905 – Roma, 18 luglio 1959) è stato un antifascista, giornalista e politico italiano, primo direttore del quotidiano l'Unità del dopoguerra e sottosegretario agli esteri nei governi Parri e De Gasperi.

## Biografia

### Giovinezza torinese e primi arresti
Nacque ad Avigliana, ma la sua famiglia si trasferì a Torino nel 1912, quando il padre trovò lavoro come operaio alla Fiat. Iniziò a lavorare già da adolescente, come elettricista, seguendo contemporaneamente corsi serali professionali.
Nel 1919 aderì alla Federazione giovanile socialista e, nel 1921, al neonato Partito Comunista d'Italia di Gramsci e Bordiga. Dopo la strage di Torino del 18 dicembre 1922 fu arrestato e poi rinviato a giudizio, a piede libero. Espatriò, allora, a Parigi, dove fu assunto come operaio alla Renault, sino alla fine del processo che si concluse con una assoluzione per insufficienza di prove. Tornato in Italia, nel 1924 fu nominato segretario regionale piemontese della FGCI.
Nel 1927, a Bologna, fu nuovamente arrestato e processato l’anno dopo presso il Tribunale speciale per la difesa dello Stato. Condannato a 12 anni e 9 mesi di reclusione, scontò la pena a Volterra, Castelfranco Emilia, Fossano e Civitavecchia. Trascorse la parte più lunga della sua detenzione a Civitavecchia, con Mauro Scoccimarro, Pietro Secchia ed Umberto Terracini.

### A Mosca, Parigi, Milano e a Roma durante l'occupazione tedesca
Liberato nel 1934, a seguito di amnistia, espatriò nuovamente a Parigi. L’anno successivo fu inviato a Mosca in qualità di rappresentante italiano presso l’Internazionale comunista della gioventù. Rimase a Mosca tre anni; sposò la russa Nora Rosenberg e, nel 1938, ebbe la sua unica figlia. Nello stesso anno rientrò a Parigi, dove rimase anche durante l’occupazione nazista, con compiti organizzativi clandestini del partito. Tornò in patria a piedi attraverso le Alpi Marittime nel gennaio 1943. Stabilitosi a Milano, fu tra i principali organizzatori degli scioperi della fine di marzo 1943.
Dopo la caduta di Mussolini del 25 luglio 1943 fu tra gli estensori dell’edizione straordinaria de l'Unità diffusa a Milano il giorno seguente. Dopo l’8 settembre si trasferì a Roma, dove fu tra i primi componenti della direzione centrale del PCI. Nel maggio del 1944 fu nominato membro della giunta del Comitato di Liberazione Nazionale, in sostituzione di Giorgio Amendola. Dopo la liberazione di Roma fu il primo direttore del quotidiano l'Unità stampato in forma ufficiale dopo gli anni di diffusione clandestina.
Fu tra gli sceneggiatori del film Roma città aperta (1945), insieme con Sergio Amidei, Federico Fellini e Roberto Rossellini.

### Attività parlamentare. Sindaco di Torino

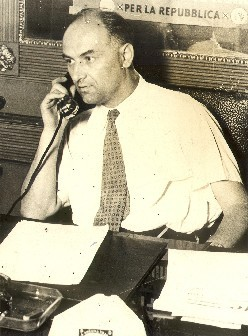
Celeste Negarville giornalista

Deputato all'Assemblea Costituente, fu anche sottosegretario agli esteri nel Governo Parri e nel primo governo De Gasperi. Nell'agosto 1945, da sottosegretario agli Esteri, confidò all'ambasciatore sovietico che il suo partito riteneva inaccettabili "le pretese italiane su Trieste" e che "i comunisti non avrebbero tollerato un comportamento del genere della delegazione italiana alla Conferenza di Pace".
In seguito, dal 17 dicembre 1946 al 16 aprile 1948, fu sindaco di Torino, il primo eletto democraticamente nell'Italia repubblicana. Dal 1948 al 1958 venne eletto senatore per due legislature e fu poi deputato dal 1958 alla morte.
Membro della Direzione del PCI, fu Segretario della Federazione torinese di quel partito negli anni in cui l'automazione degli impianti andava mutando l'organizzazione interna delle fabbriche e, in primo luogo, della Fiat. Fronteggiò con grande capacità ed equilibrio l'attacco che l'ing. Valletta condusse, utilizzando tali mutamenti, per smantellare le conquiste operaie del dopoguerra e fu maestro del maturare di nuovi quadri dirigenti. La sconfitta della CGIL nelle elezioni delle Commissioni Interne della Fiat sollecitò mutamenti negli organi dirigenti del partito. Negarville lasciò Torino e assunse la direzione italiana del Movimento per la pace, ruolo che lo portò ad assumere anche importanti iniziative internazionali.

### Gli ultimi anni
Indro Montanelli riferisce che nel 1956 Negarville fu inviato dal partito a Mosca insieme a Gian Carlo Pajetta. Qui, come Pajetta, rimase scosso dal racconto compiaciuto che Nikita Chruščёv fece loro riguardo alle modalità con cui Beria sarebbe stato eliminato fisicamente dalla nuova dirigenza sovietica:
(Indro Montanelli, 9 gennaio 1962)
Questo racconto è stato molto discusso e ritenuto poco probabile da molti storici.
Sempre secondo Montanelli, Negarville avrebbe poi voluto seguire l'esempio di Eugenio Reale, che uscì dal partito sbattendosi la porta alle spalle, ma si trattenne dal farlo unicamente perché aveva la famiglia della moglie in Russia e quindi temeva per essa.
L'affermazione di Montanelli non trova tuttavia riscontri né da parte dei suoi familiari (tra essi Adalberto Minucci, suo genero), né da parte degli amici che rimasero legati a lui, uomo intelligente e colto, fino alla morte, da lui affrontata, in piena consapevolezza, con grande dignità.
Morì a Roma nel 1959 a causa di problemi al fegato. Deceduto in carica, venne sostituito da Domenico Coggiola.
Il Comune di Torino gli ha intitolato una via alla periferia della città, in zona Mirafiori Sud.